# Операција Гладио
Операција Гладио (итал. Operazione Gladio) је назив за план субверзивних активности коју је италијанска влада у доба Хладног рата под покровитељством НАТО-пакта припремила за случај евентуалне инвазије и/или окупације земље од стране СССР-а и других земаља, односно тајне тзв. Stay-behind паравојне формације које су требале да изводе герилске активности и служе као покрет отпора против совјетског окупатора и његових домаћих присталица. Пројекат је добио име по латинској речи гладиус која је у древном Риму означавала кратки мач, који је, упркос малих димензија, представљао изузетно ефикасно оружје римске војске.
Италијанска и светска јавност је за постојање плана дознала тек на самом крају Хладног рата, када је у јесен 1990. његово постојање признао тадашњи премијер Ђулио Андреоти. Пре тога је постојање такве организације било предметом шпекулација, обично везаних уз њене злоупотребе у дневнополитичке сврхе, односно контроверзну улогу у тзв. оловним годинама, када су се њеним припадницима приписивале терористичке акције у сврху физичке елиминације или дискредитације левичарских појединаца и организација (кроз операције под лажном заставом).
Операција Гладио се касније почела користити у ширем контексту, односно за означавање сличних Stay-behind организација у другим земљама НАТО-пакта.